# Ask the Dust
Ask the Dust är en amerikansk-tysk romantisk dramafilm från 2006, som hade biopremiär i USA, den 17 mars samma år. Filmen, som är baserad på John Fantes roman Ristat i damm från 1939, är regisserad av Robert Towne, som även har skrivit själva manuset till filmen. Huvudrollerna i filmen spelas av Colin Farrell och Salma Hayek.
Filmen släpptes på DVD i Sverige, av Scanbox Entertainment, den 9 maj 2007. Handlingen i filmen utspelar sig i Los Angeles, men är dock till största delen inspelad i sydafrikanska Kapstaden, som man har valt som gestaltningsplats till Los Angeles.

## Handling
Filmens handling kretsar mestadels kring mexikanskan Camilla Lopez, och den aspirerande författaren Arturo Bandini. Camilla drömmer om att få gifta sig med en rik amerikan, medan Arturo å andra sidan, drömmer om att få gifta sig med en vacker blondin. En dag när deras vägar möts, uppstår det ganska så direkt stark kemi mellan dem – en kemi som de båda försöker undvika.

## Rollista (i urval)
| Colin Farrell     | – Arturo Bandini    |
| Salma Hayek       | – Camilla Lopez     |
| Donald Sutherland | – Hellfrick         |
| Eileen Atkins     | – Mrs. Hargraves    |
| Idina Menzel      | – Vera Rivkin       |
| Justin Kirk       | – Sammy             |
| Dion Basco        | – Patricio/huspojke |
| Jeremy Crutchley  | – Solomon           |
| William Mapother  | – Bill              |